# Basshorn

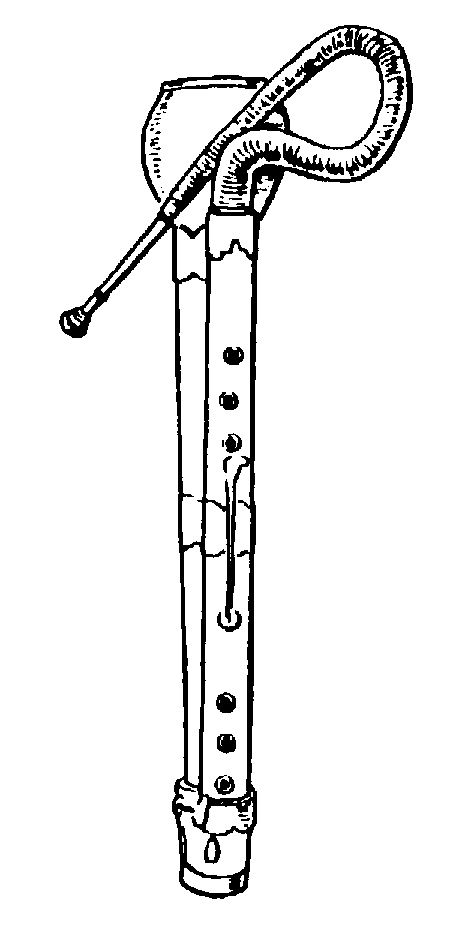
Basshorn in früher Bauart

Das Basshorn ist ein historisches Blechblasinstrument aus der Familie der Grifflochhörner, das in der Entwicklung zwischen dem Serpent (dem Bassinstrument der Zinkenfamilie) und der Ophikleide (Bassinstrument aus der Familie der Klappenhörner) steht.
Geläufige Bezeichnungen für das Basshorn sind: Serpente, Serpent forveille, Serpent à clef, Serpent à pavillon, Russisches Fagott, Basson (p)russe, Englisches Baßhorn, Corno inglese di basso (C.in.basso = Cimbasso), Harmoniebass und andere. Es gibt zahlreiche unterschiedliche Bauarten.

## Bauform
Das Basshorn wird mit einem Kesselmundstück nach dem Prinzip der Polsterpfeife angeblasen und ist mit Tonlöchern ausgestattet. Es wurde in Frankreich und England seit etwa 1780 aus dem Serpent entwickelt, indem dieses durch Begradigung und Parallelführung der Röhren in die handlichere Form eines Fagotts gebracht und mit Klappen versehen wurde, was den Fingersatz und die Intonation erleichtert. Es bestand aus zwei Holzröhren mit Verbindungsbögen, nach oben gerichtetem Schallbecher und einem langen, gebogenen Anblasrohr aus Metall. Im Holzkorpus waren sechs Grifflöcher und bis zu drei Klappen angebracht. Es gab auch Bauformen mit Metallkorpus wie den serpent forveille.
Das chromatische Basshorn wurde 1820 von Streitwolf in Göttingen entwickelt und hatte durch seine verbesserte Bohrung (Mensur) einen klareren Klang. Es besaß (vom Mundstück aus gesehen) 2 Grifflöcher, 8 Klappen zum Öffnen und 2 Klappen zum Schließen, die so eingerichtet waren, dass für jeden Halbton jeweils nur ein Tonloch geöffnet beziehungsweise geschlossen werden musste. Damit war ein sehr einfaches und relativ sauber stimmendes Spiel möglich.
Nicht verwechselt werden darf das Basshorn mit dem englischen bassoon oder französischen basson, der dem Fagott entspricht. Obwohl Ähnlichkeiten in der Bauform vorhanden sind, wird das Fagott als typisches Holzblasinstrument mit einem Doppelrohrblatt angeblasen. Mitunter werden in nicht fachkundig gestalteten Ausstellungen Instrumente mit falschen Mundstücken dekoriert.

## Verwendung

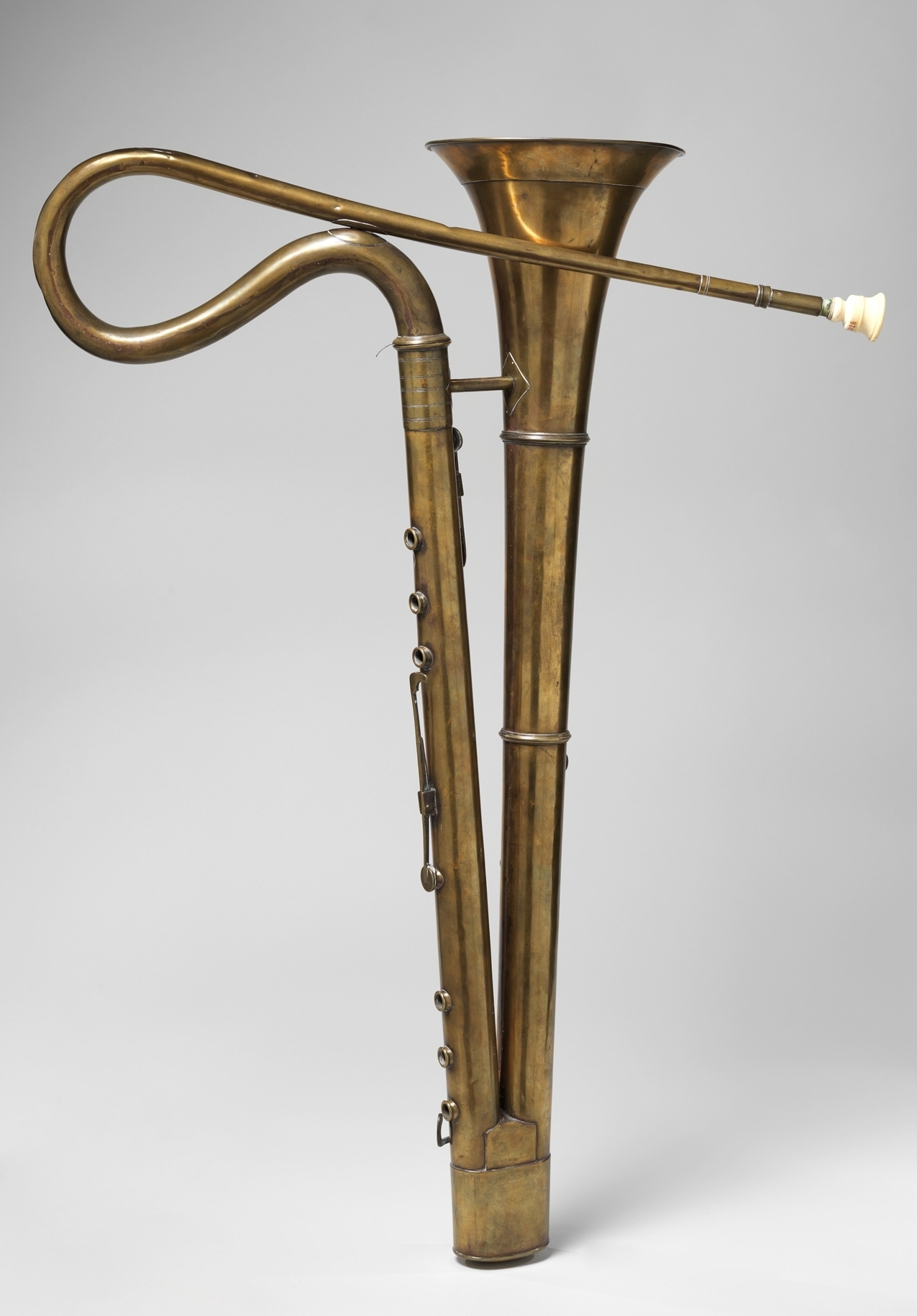
„corno inglese di basso“ bezeichnet von Mendelssohn

Das Basshorn spielte überwiegend in der Militärmusik des späten 18. Jahrhunderts bis in das frühe 19. Jahrhundert eine Rolle, bis es allgemein von der Ophikleide und später von der Tuba verdrängt wurde.
Bekannte Orchesterwerke mit Basshorn aus den 1820er- und 1830er-Jahren stammen von Felix Mendelssohn Bartholdy: Ein Sommernachtstraum („corno inglese di basso“), Paulus („Serpente“), Meeresstille und glückliche Fahrt („Serpente“) sowie seine Bearbeitung von Händels Acis und Galathea („corno inglese di basso“).
Richard Wagner verwendete das Basshorn noch 1842 unter der Bezeichnung Serpent in Rienzi und Das Liebesmahl der Apostel. – Ob bei solchen Angaben der ältere Serpent, das verbesserte Basshorn oder schon die modernere Ophikleide zum Einsatz kamen, lässt sich oft nicht genau bestimmen. Vor dem Ersten Weltkrieg bestand darüber schon keine Gewissheit mehr, wie einem Fachartikel von 1912 zu entnehmen ist.

## Bassinstrument des Waldhorns
Außerdem wird Basshorn als Bezeichnung für ein weit mensuriertes Waldhorn in tief C verwendet. Dieses von dem Tubisten Roger Bobo konzipierte 5-ventilige Horn wird mit einem sehr großen Kesselmundstück im Tonbereich einer Tuba geblasen. Für dieses Instrument gibt es keine eigenen Solo-Stücke, es wird überwiegend im Blechbläserensemble gespielt.